# Evet
Névváltozatok: evetbőr, szürke mókus prém (Pallas n. lex.: prém), vaskalap, burány (Nyáry Albert), gyűszü (Pallas n. lex.: prém), közönséges evetbõr (Bárczay 58.)

de: Eisenhütlein, Eisenhutfeh, Fellwerk, gemeines Feh, Fehfell, Hutfeh, fr: vair, cs: popeličina, sk: nórska veverica, en: vair, it: vaio, es: vero, nl: vair, la: petasites vellus, pelles ariae, pelles variae, pellitus petasus 

Rövidítések
Az evet drága prémféleség, a szürke mókus (Sciurus vulgaris) bundájának régies neve. A középkorban az adófizetés részben evetbőrrel történt. A heraldikában borítás ("szín"). A francia és egyes német heraldikusok ezt a szürke mókus bundájának háti és hasi oldalából vezetik le. A középkori vaskalapra emlékeztető kis kék és fehér mintákból állt, melyek egymás tükörképei.
A prém a régi heraldikusok kifejezése szerint amfibikus, azaz nem tekintetik színnek, ezért  bármely színre vagy fémre lehet alkalmazni.

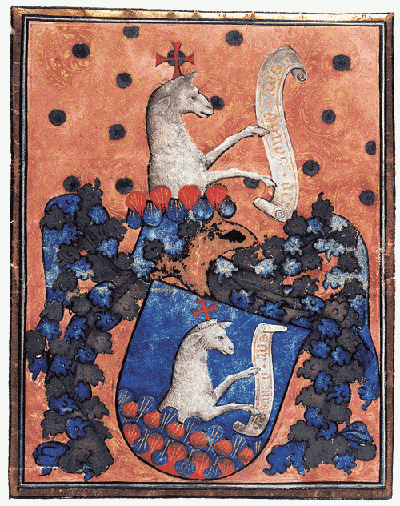
A bachvai Dempse családnak Zsigmond király által adományozott címerben valószínűleg vörös-kék golyósevetezett (és egyúttal talán hermelinezett) pajzstalp van (Bázel, 1434)

Általában vízszintes sorokba rendezik. A bit heraldikában a szokványos evet öt sorból áll. Az európai evet háromféle: 1. nagyevet (nagy evetbőr [Bárczay 59. l.], fr, en: beffroi, de: Großfeh, la: maximus petasus), mely kevesebb mint négy (néha három) sorból áll (2 sorból, en: gros-vair, grosvair) és ekkor a mintázatot négyszer nagyobbra kell rajzolni, mint a szokványosat, 2. a szokványos (en: vair) Európában gyakran hatoros, a brit heraldikában ötsoros és 3. a kisevet (it: minuto, de: Kleinfeh, Kleinspalt, en: menu-vair, menuvair, melyből az angol minever, miniver kifejezés [a szibériai szürke árnyalatú mókusprém neve] is származik), mely ötnél több sorból áll. Amennyiben az evet négynél több sorból áll, a francia heraldikában azt általában külön is megemlítik a címerleírásban, míg az angol heraldikában nagyjából csak egyféle evetméretet használnak és a címerfestőre bízzák, hogy hány sort alkalmaz.     

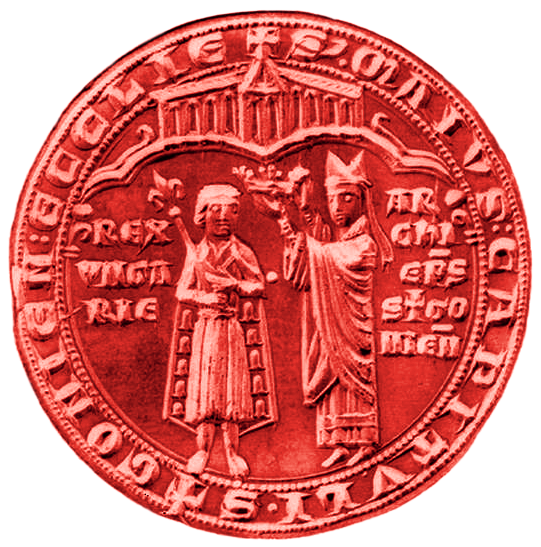
(oszlop)Evetes minta a pecsét (1319-1326) királyalakjának köpenyén. Az evet magyarországi használatának egyik ritka példája

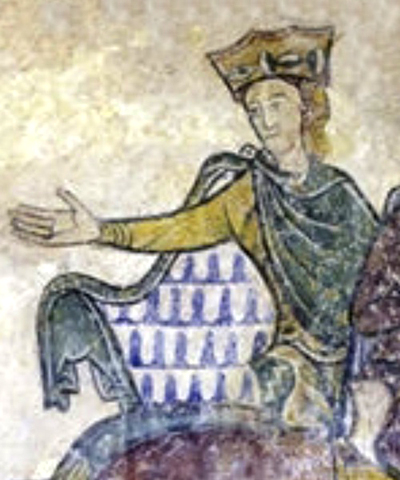
Oszlopevetes minta Aquitániai Eleonóra angol királyné (1122 vagy 1124-1204), a lovagság nagy támogatójának köpenyén. Élete részben a preheraldikus korra esik

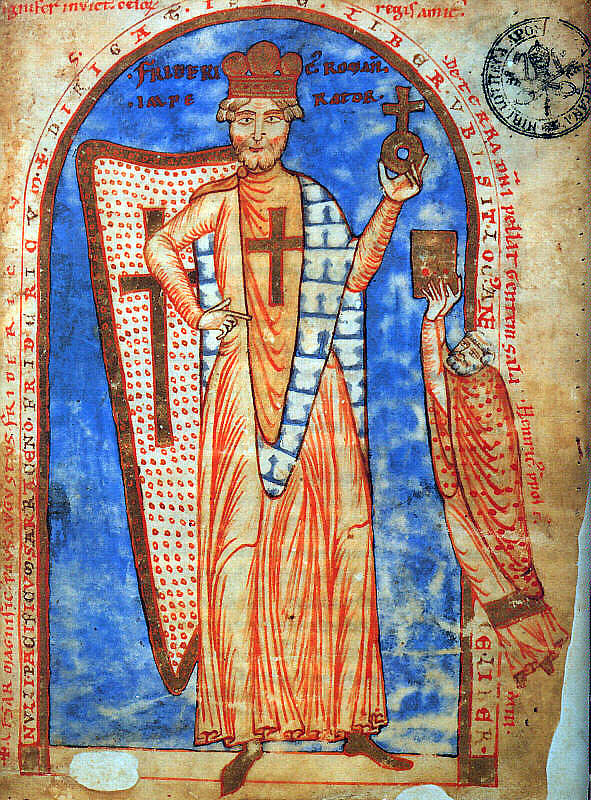
Evetes minta Barbarossa Frigyes (1122 k.-1190) császár köpenyének bélésén

Áldásy Antal szerint (1923. 12. l.) a szokványos evet hatsoros, a három sorból álló a "nagy evetbőr". A magyar heraldikában az evet használata nagyon ritka, míg a francia és angol, valamint a német heraldikában a legkülönfélébb mintázatú és színezetű evetek fordulnak elő, melyeknek külön neveik vannak. Legősibb formájának a lekerekített végű oszlopevet-alakzat tűnik, mely már a preheraldikus korban is megjelenik az uralkodói ábrázolások köpenybélésein.
A francia, angol és egyes német heraldikusok az evetet prémnek tekintik és a szürke mókus bundájában látják címertani eredetét. Mások szerint ennek ellentmond, hogy az evetminták mindig csak heraldikai színként jelennek meg (noha a középkori öltözékben is kimutatható ez a mintázat – lásd alább). Mivel gyakran az egész pajzsot beborítja és a pajzsszélen csonka, egyes heraldikusok szerint eredetét nem lehet a valódi vaskalaptól (de: Eisenhut) levezetni, melyek sokkal alacsonyabbak is voltak, mint az evet heraldikai mintázata. Ez először a 15. században jelent meg a heraldikában (bár Gelre herold címerkönyve valószínűleg már tartalmazta), de ekkor csak nagyon ritkán fordult elő. Sacken az evetet sajátos mintázatnak tartja, mely a rutázáshoz vagy a sakkozáshoz hasonlóan kelmedarabok kivágásával jöhetett létre, melyeket a pajzsra erősítettek. Az angol heraldikában (általában) mindenféle mintás pajzstagolást prémnek tekintenek (a rutázást és a sakkozást is).

## A szó etimológiája

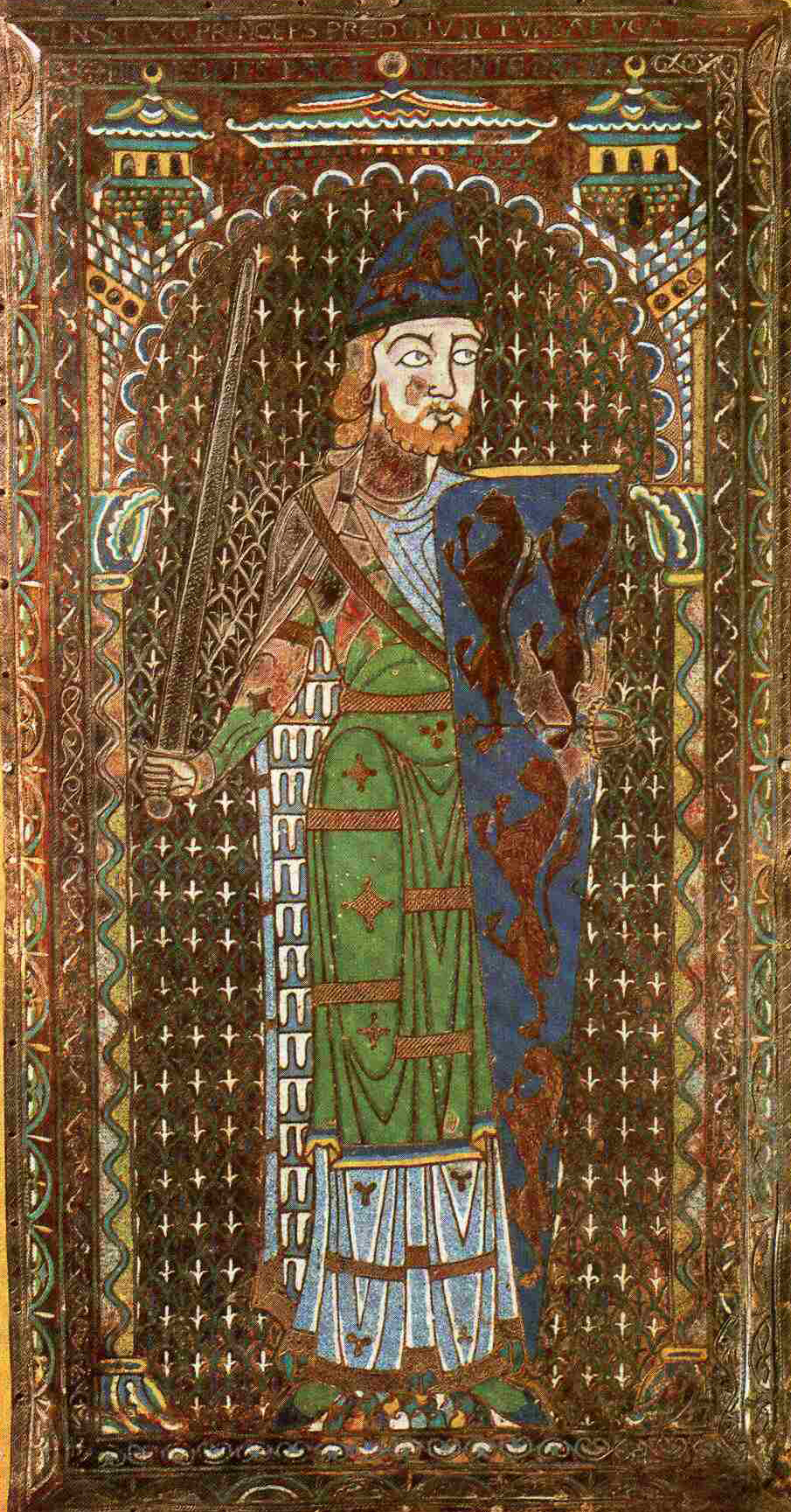
Oszlopevet Plantagenet Gottfried (1113-1151) halotti táblájáról. 1128-as roueni lovaggá ütését néha a heraldika születésének tekintik, de élete még a preheraldikus korra esik

A 'színnév' → 'anyagnév' jenetésfejlődés lehetőségét az ófrancia vair 'tarka <szövet, toll>', francia vair 'szürke mókusprém' jelentésváltozás igazolja. (TESz III. 813.) A középangolban veir és vairé alakban fordult elő, 'tarka, változatos prém' jelentésben, mely a francia vair-re, ez a latin varius 'tarka, változatos' szóra megy vissza.

## Az evet a viseletben
A mókus fontos szerepet töltött be a germán hiedelemvilágban. Donar isten a vörös mókust szembeötlő bundája miatt szentnek nyilvánította. A germánok és angolszászok a téli és nyári napfordulókon áldoztak neki. Egy magyarországi ásatáson a gyermeksírokban mókuscsontvázakat találtak.
A középkorban drága prémeket csak a nemeseknek volt joga viselni. A prém (de: Feh) olyan heraldikai gyűjtőnév, mely valószínűleg valódi szőrmékre megy vissza. A különféle variánsok alapja az evet lehetett. A heroldok ezen alapmintázatból hozták létre a különféle változatokat.
Egyes középkori ábrázolásokon az evet korábbi mintázata nem vaskalapszerű, hanem golyós (felhős) és cölöpös alakú. A középkorban a stilizált felhős mintázat megegyezett az evettel. Ezek részben már a heraldika kora előtt is kimutathatók az öltözetben. Az igazolt heraldikai ábrázolások a 13. században golyós mintázatúak, száz évvel később pedig már vaskalapszerűek. Ez lett a mai értelemben vett evet standard címertani mintázata.
A heraldikai evet mint mintás alakzat valószínűleg a valódi evetprémre megy vissza és hatással lehetett rá a szűcsök által kikészített hermelinbőr és heraldikai hermelinminta is, mely a fekete farokvégekkel sokkal esztétikusabb és jellegzetesebb, mint a tisztán fehér hermelinprém. Ezért lehet mintázatos a heraldikai evet is. Itt azonban nem az evetfarkakat mintázták az evetbőrrel, mert a mókusprém sokkal kisebb (és ezért értékesebb is lehetett), mint a hermelinbőr. (Egy palásthoz mintegy 110 mókusbundára volt szükség.) Ennélfogva a szürke mókus prémjénél a háti sötét és hasi világos részeket mintázták egymással szimmetrikusan. A korai evetprém oszlopszerű mintázatát az magyarázhatja, hogy az állat bőrének lenyúzása után a lábakon található rész kinyúlt a prémből. Mivel az evetbőr drága volt, ezeket nem vágták le, hanem beledolgozták az evetmintába. Az evetminta azonban nem pusztán oszlopszerű alakzat volt, hanem az oszlopnyúlvány a végein egy arra merőleges bőrdarabbal kapcsolódott a következő azonos színű oszlopnyúlványhoz. Ez is arra mutat, hogy a prém lábrészéből álló nyúlvány a láb alatti prémrésszel együtt alkotott egy bőrdarabot. Így egy prémből négy darabot készíthettek. Később ezen oszlopszerű mintázatből különféle stilizált heraldikai evetmintázatok alakultak ki, míg végül felvette mai vaskalapszerű alakját.

## Az evet a heraldikában
Az evet nemcsak a mezőben fordulhat elő, hanem, a címerábrák borítása is lehet. Ez főleg a francia heraldikában és az annak hatása alatt álló címerművészetekben fordul elő.   

evetes sas
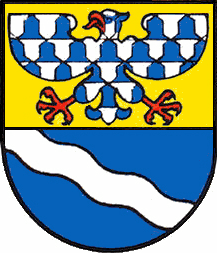
evetes sas
evetes cölöp (Châtillon)
evetes mező
Arany-vörös evetezett alap

### Az evet változatai
Általában azt mondhatjuk, hogy a heraldikában minden olyan mintázat evet, mely 1. kétféle színű (kék és fehér, illetve [egy] fém és szín) mintából áll, melyek 2. alsó és felső része egymás tükörképe és nincs más heraldikai elnevezése (mint például sakkozás vagy rutázás) és 3. az egész pajzsot kitölti (szokványos formájában). Evetnek tehát csak az a minta nevezhető, melyben az egyik minta a másik tükörképe, illetve standard formájában az. Ha kétséges, hogy evetről van-e szó, elégséges a tükörképmintát megtalálni, hogy erről megbizonyosodjunk.
Az evetnek négy fő változata van: 1. fordított evet (a minta jobbra fent vagy fent nem fehérrel [vagy fémmel, azaz arannyal] kezdődik, hanem kékkel [vagy más színnel], azaz a kék mintázat fordul lefelé, a fehér felfelé), 2. ellenevet (az azonos színű minták érintkeznek egymással és az alsó minta lefelé fordul), 3. cölöpevet (a mintázat nem sakkszerű, hanem az azonos színű minták egymás alá kerülnek, de az alsó minta nem fordul lefelé) és 4. csúsztatott evet (a felső és alsó minta egymás alatt van és az alsó lefelé fordul, mint az ellenevetnél, de ezek még el is vannak csúsztatva egymás alól). Ezek egymás közt is kombinálódhatnak. Van például fordított ellenevet. A mintázat nemcsak vaskalapokból állhat, hanem harangokból, golyókból, ormókból, mankókból, cölöpökből stb. Ezenkívül egyéb más változatok is vannak, mint a hasított evet, a harántevet stb.
Az evet egyes változatai, mint például az ellenevet, a cölöpevet úgy jöhettek létre, hogy egy cölöpöt evettel színeztek, és erre csak egy sor evetminta fért el.
Ezen változatok mint ezüst-kék színűek. Ha a szín eltér a szokványos ezüst-kéktől, ezt az evetezett szóval fejezzük ki. Az evetezés valószínűleg címertöréssel jött létre a család ágainak megkülönböztetésére. A mintázat eltéréseinek és egyes színbeli változatoknak is külön nevezéktana van.

Evet(fr: vair), vaskalap alakú mintákból áll
Fordított evet (fordított evetbõr [Bárczay 59.], fr: vair reversé, contre-vair, contrevair en pointe, de: Sturzfeh, it: vaio rovesciato, es: veros derribado, nl: omgekeerd vair, la: petasites inverso situs, varium deorsum)
Ellenevet (összefordított evet [Bárczay 59.], le és fölállított e. [Áldásy 1923. 12. l.], fr: contre-vair, vair contre vair, en: counter-vair, de: Gegenfeh, it: contravaio, es: contraveros, nl: tegenvair, la: varium contrarium, ex adverso positum, contra petasatus)
Fordított ellenevet (de: Sturzgegenfeh)
Cölöpevet (egymás fölé állított e. [Áldásy 1923. 12. l.], fr: vair en pal, en: vair in pale, de: Pfahlfeh, it: vaio in palo, nl: paalvair)
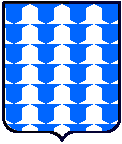
Fordított cölöpevet (de: gestürztes Pfahlfeh, it: vaio rovesciato in palo)
Csúsztatott evet (le- s fölállított evet (Bárczay 59.), fr, en: vair en pointe, de: Wogenfeh, verschoben Feh, Wechselfeh, it: vaio in punta, es: veros en punta, nl: puntvair, la: petasites duplices, varium pali instar alternis tincturis)
Hasított evet (fr: vair parti, de: Spaltfeh, gespaltener Eisenhutfeh, gespaltene Eisenhütlein, en: alternate vair)
Golyósevet (de: Wolkenfeh) golyó alakú mintából áll, nem világos a létrejötte, bár a vaskalapszerű evetnél régebbi formának tűnik
Fordított golyósevet (de: Sturz-Wolkenfeh)
Ellen-golyósevet (de: Wolkengegenfeh)
Felhőevet (de: Doppel-Wolkenfeh) heraldikai felhő alakú mintákból áll
Fordított felhőevet (de: Sturz-Doppelwolkenfeh)
Fordított harangevet (de: Sturz-Glockenfeh) harang alakú mintákból áll
Mankósevet (de: Krückenfeh, en: potent, it: vaio potenziato) mankó alakú mintákból áll, nem világos a létrejötte, úgy tartják, hogy a rosszul megrajzolt vaskalapok félreértéséből alakult ki
Fordított mankósevet(de: Sturzkrückenfeh)
Ellen-mankósevet (vagy mankós ellenevet, en: counter-potent, cuppa, vair taffe, vair tassy, de: Gegensturzkrückenfeh)
Mankós cölöpevet (de: Pfahlkrückenfeh, it: vaio potenziato in palo)
Csúsztatott mankósevet (vagy mankós csúsztatottevet, de: Wechsel-Krückenfeh)
Lépcsős evet (de: verschobenes Gegensturzkrückenfeh, it: vaio potenziato in punta)
A tarkaevet (en: vairy of four colours, de: Buntfeh) standard formája az angol heraldikában
Tarkaevet (de: Buntfeh, it: variato [3 szín])
Tarkaevet (de: Buntfeh)
Öregevet (de: Altfeh, en: vaire-ancient)
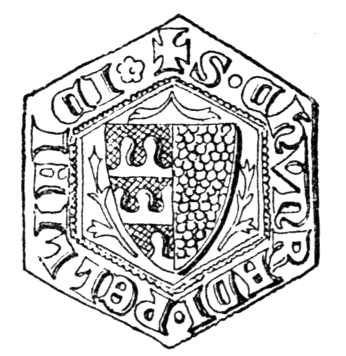
Chimrad Pellifex (Konrád a prémes), 14. századi bécsi polgármester pecsétje és az uralkodói köpenyek bélése is alátámasztja, hogy az evet eredetileg az öregevethez hasonló, de felül magasabb nyúlványokat mutató pólyákból állt. Lehetséges tehát, hogy valaki eredetileg egy uralkodói köpeny bélését erősítette a pajzsára, vagy a bőrkereskedők használták azt a pecsétjükön, mint mesterségük jelvényét (vö. mál) és ebből alakultak ki a különféle heraldikai evet- (és prém-) fajták.
Idővel ezek a magas nyúlványok külön sorokra és önálló darabokra váltak szét, mint a Ferres család oszlopevetes címerében és ennek később különféle változatai alakultak ki. Ezen hullámos stílus francia neve vair ondé vagy vair ancien (de: Wolkenfeh)
Vörös-ezüst csúsztatottan oszlopvetezett (fr: trois fasces nébulées d'argent—itt pólyának nevezik)
Robert de Ferrers (†1265) címerében a nyúlványok már külön darabokra váltak szét
Fordított oszlopevet (de: Sturzschindelfeh) az oszlopevettel (de: Schindelfeh) szemben a felső oszlopos minta nem ezüst, hanem kék
Fordított ormósevet (de: gestürztes Zinnenfeh), ormós pólyákból áll, az ormósevet létrejötte nem tisztázott
ezüst-zölddel fenyőevetezett (fr:vairé en cime de sapin d'argent et de sinople, it: vaiato a cima d'abete d'argento e di verde)
Félrutázott pajzs, evetnek is tekinthető. Az angol heraldikában (általában) mindenféle mintázott pajzsot prémnek terintenek (mint pl. a sakkozást, rutázást stb.)
Harántevet(ezés) (fr: vairé d’or et d’azur en bande, en: vairy in bend, or and azure; vair in bend) a Mignianelli család címerében. Ritkán előfordul a balharántevet is (br: vair en barre, en: vair in bend sinister).